# Hiromi Taniguchi
Hiromi Taniguchi (Japón, 5 de abril de 1960) fue un atleta japonés, especializado en la prueba de maratón en la que llegó a ser campeón mundial en 1991.

## Carrera deportiva
En el Mundial de Tokio 1991 ganó la medalla de oro en la maratón, recorriendo los 42,195 km en un tiempo de 2:14:57 segundos, llegando a meta por delante del yibutiense Hussein Ahmed Salah y del estadounidense Steve Spence.